# Németország az 1896. évi nyári olimpiai játékokon
A Német Birodalom a görögországi Athénban megrendezett 1896. évi nyári olimpiai játékok egyik részt vevő nemzete volt. Az országot az olimpián 6 sportágban 19 sportoló képviselte, akik összesen 13 érmet szereztek, legsikeresebb sportáguk a torna volt.
A nemzet legeredményesebb versenyzője Carl Schuhmann volt, aki birkózásban és a torna lóugrás versenyszámában lett olimpiai bajnok, valamint tagja volt a szintén olimpiai bajnok nyújtó- és korlátcsapatnak is, ezen kívül súlyemelésben is indult. Egyes források fél aranyérmet is hozzá számolnak a német csapat eredményéhez, ezt Friedrich Traun nyerte a brit John Pius Bolanddal férfi páros teniszben a Nemzetközi Csapat színeiben.

## Eredményesség sportáganként
A német csapat négy sportágban összesen 86 olimpiai pontot szerzett. Az egyes sportágak eredményessége, illetve az induló versenyzők száma a következő:
(kiemelve az egyes számoszlopok legmagasabb értéke, vagy értékei)
| Sportág, szakág | Helyezések száma | Helyezések száma | Helyezések száma | Helyezések száma | Helyezések száma | Helyezések száma | Olimpiai pont | Indulók száma | Indulók száma | Indulók száma |
| Sportág, szakág |                  |                  |                  | 4.               | 5.               | 6.               | Olimpiai pont | Férfi         | Nő            | Össz.         |
| Atlétika        | 0                | 1                | 0                | 2                | 2                | 1                | 16            | 5             | 0             | 5             |
| Birkózás        | 1                | 0                | 0                | 0                | 0                | 0                | 7             | 1             | 0             | 1             |
| Kerékpározás    | 0                | 1                | 0                | 0                | 0                | 0                | 5             | 5             | 0             | 5             |
| Súlyemelés      | 0                | 0                | 0                | 0                | 0                | 0                | 0             | 1             | 0             | 1             |
| Tenisz          | 0                | 0                | 0                | 0                | 0                | 0                | 0             | 1             | 0             | 1             |
| Torna           | 5                | 3                | 2                | 0                | 0                | 0                | 58            | 11            | 0             | 11            |
| Összesen        | 6                | 5                | 2                | 2                | 2                | 1                | 86            | 24            | 0             | 19            |

## Érmesek
| Érem  | Versenyző | Sportág      | Versenyszám    |
| ----- | --- | ------------ | -------------- |
| Arany | Carl Schuhmann | Birkózás     | Kötöttfogás    |
| Arany | Alfred Flatow | Torna        | Korlát         |
| Arany | Hermann Weingärtner | Torna        | Nyújtó         |
| Arany | Carl Schuhmann | Torna        | Ugrás          |
| Arany | Conrad Böcker Alfred Flatow Gustav Flatow Georg Hilmar Fritz Hofmann Friedrich Manteuffel Karl Neukirch Richard Röstel Gustav Schuft Carl Schuhmann Hermann Weingärtner | Torna        | Korlát, csapat |
| Arany | Conrad Böcker Alfred Flatow Gustav Flatow Georg Hilmar Fritz Hofmann Friedrich Manteuffel Karl Neukirch Richard Röstel Gustav Schuft Carl Schuhmann Hermann Weingärtner | Torna        | Nyújtó, csapat |
| Ezüst | Fritz Hofmann | Atlétika     | 100 m          |
| Ezüst | August Gödrich | Kerékpározás | Mezőnyverseny  |
| Ezüst | Hermann Weingärtner | Torna        | Gyűrű          |
| Ezüst | Hermann Weingärtner | Torna        | Lólengés       |
| Ezüst | Alfred Flatow | Torna        | Nyújtó         |
| Bronz | Fritz Hofmann | Torna        | Kötélmászás    |
| Bronz | Hermann Weingärtner | Torna        | Ugrás          |

## Atlétika
| Versenyző       | Versenyszám | Előfutam   | Előfutam   | Döntő      | Döntő    |
| Versenyző       | Versenyszám | Idő        | Hely.      | Idő        | Helyezés |
| --------------- | ----------- | ---------- | ---------- | ---------- | -------- |
| Fritz Hofmann   | 400 m       | 58,6       | 2.         | nincs adat | 4.       |
| Fritz Hofmann   | 100 m       | 12,75      | 2.         | 12,2       | Ezüst    |
| Kurt Doerry     | 100 m       | nincs adat | nincs adat | kiesett    | kiesett  |
| Kurt Doerry     | 400 m       | nincs adat | nincs adat | kiesett    | kiesett  |
| Kurt Doerry     | 110 m gát   | nincs adat | nincs adat | kiesett    | kiesett  |
| Friedrich Traun | 100 m       | nincs adat | 3.         | kiesett    | kiesett  |
| Friedrich Traun | 800 m       | nincs adat | 3.         | kiesett    | kiesett  |
| Carl Galle      | 1500 m      |            |            | nincs adat | 4.       |

| Versenyző      | Versenyszám | Eredmény   | Helyezés   |
| -------------- | ----------- | ---------- | ---------- |
| Fritz Hofmann  | Hármasugrás | nincs adat | nincs adat |
| Fritz Hofmann  | Magasugrás  | 155 cm     | 5.         |
| Fritz Hofmann  | Súlylökés   | nincs adat | nincs adat |
| Carl Schuhmann | Súlylökés   | nincs adat | nincs adat |
| Carl Schuhmann | Távolugrás  | nincs adat | nincs adat |
| Carl Schuhmann | Hármasugrás | nincs adat | 5.         |

## Birkózás
| Versenyző      | Negyeddöntő                  | Elődöntő          | Döntő                       | Helyezés |
| Versenyző      | Ellenfél Eredmény            | Ellenfél Eredmény | Ellenfél Eredmény           | Helyezés |
| -------------- | ---------------------------- | ----------------- | --------------------------- | -------- |
| Carl Schuhmann | Launceston Elliot (GBR) · GY | erőnyerő          | Jeórjiosz Cítasz (GRE) · GY | Arany    |

## Kerékpározás

### Országúti kerékpározás
| Versenyző      | Versenyszám   | Eredmény | Helyezés |
| -------------- | ------------- | -------- | -------- |
| August Gödrich | Mezőnyverseny | 3:31:14  |          |

### Pálya-kerékpározás
| Versenyző           | Versenyszám     | Eredmény      | Helyezés      |
| ------------------- | --------------- | ------------- | ------------- |
| Joseph Welzenbacher | 12 órás verseny | nem ért célba | nem ért célba |
| Joseph Welzenbacher | 100 km          | nincs adat    | nincs adat    |
| Bernard Knubel      | 100 km          | nincs adat    | nincs adat    |
| Joseph Rosemeyer    | 100 km          | nincs adat    | nincs adat    |
| Joseph Rosemeyer    | Sprint          | nincs adat    | 4.            |
| Joseph Rosemeyer    | 10 km           | nincs adat    | 4.            |
| Joseph Rosemeyer    | Időfutam        | 27,2          | 8.            |
| Theodor Leupold     | Időfutam        | 27,0          | 5.            |
| Theodor Leupold     | 100 km          | nincs adat    | nincs adat    |

## Súlyemelés
| Versenyző      | Versenyszám | Eredmény | Helyezés |
| -------------- | ----------- | -------- | -------- |
| Carl Schuhmann | Kétkaros    | 90,0     | 4.       |

## Tenisz
| Versenyző       | Versenyszám | Nyolcaddöntő               | Negyeddöntő       | Elődöntő          | Döntő             | Helyezés |
| Versenyző       | Versenyszám | Ellenfél Eredmény          | Ellenfél Eredmény | Ellenfél Eredmény | Ellenfél Eredmény | Helyezés |
| --------------- | ----------- | -------------------------- | ----------------- | ----------------- | ----------------- | -------- |
| Friedrich Traun | Egyes       | John Pius Boland (GBR) · V | kiesett           | kiesett           | kiesett           | 9.       |

## Torna
| Versenyző | Versenyszám    | Pontszám   | Helyezés   |
| --- | -------------- | ---------- | ---------- |
| Alfred Flatow | Nyújtó         | nincs adat | Ezüst      |
| Alfred Flatow | Korlát         | nincs adat | Arany      |
| Alfred Flatow | Lólengés       | nincs adat | nincs adat |
| Alfred Flatow | Gyűrű          | nincs adat | nincs adat |
| Alfred Flatow | Ugrás          | nincs adat | nincs adat |
| Carl Schuhmann | Nyújtó         | nincs adat | nincs adat |
| Carl Schuhmann | Korlát         | nincs adat | nincs adat |
| Carl Schuhmann | Lólengés       | nincs adat | nincs adat |
| Carl Schuhmann | Gyűrű          | nincs adat | nincs adat |
| Carl Schuhmann | Ugrás          | nincs adat | Arany      |
| Conrad Böcker | Nyújtó         | nincs adat | nincs adat |
| Conrad Böcker | Korlát         | nincs adat | nincs adat |
| Conrad Böcker | Lólengés       | nincs adat | nincs adat |
| Conrad Böcker | Gyűrű          | nincs adat | nincs adat |
| Conrad Böcker | Ugrás          | nincs adat | nincs adat |
| Friedrich Manteuffel | Nyújtó         | nincs adat | nincs adat |
| Friedrich Manteuffel | Korlát         | nincs adat | nincs adat |
| Friedrich Manteuffel | Lólengés       | nincs adat | nincs adat |
| Friedrich Manteuffel | Ugrás          | nincs adat | nincs adat |
| Georg Hilmar | Nyújtó         | nincs adat | nincs adat |
| Georg Hilmar | Korlát         | nincs adat | nincs adat |
| Georg Hilmar | Lólengés       | nincs adat | nincs adat |
| Georg Hilmar | Ugrás          | nincs adat | nincs adat |
| Gustav Flatow | Nyújtó         | nincs adat | nincs adat |
| Gustav Flatow | Korlát         | nincs adat | nincs adat |
| Gustav Flatow | Lólengés       | nincs adat | nincs adat |
| Gustav Flatow | Gyűrű          | nincs adat | nincs adat |
| Gustav Flatow | Ugrás          | nincs adat | nincs adat |
| Gustav Schuft | Nyújtó         | nincs adat | nincs adat |
| Gustav Schuft | Korlát         | nincs adat | nincs adat |
| Gustav Schuft | Lólengés       | nincs adat | nincs adat |
| Gustav Schuft | Ugrás          | nincs adat | nincs adat |
| Hermann Weingärtner | Nyújtó         | nincs adat | Arany      |
| Hermann Weingärtner | Korlát         | nincs adat | nincs adat |
| Hermann Weingärtner | Lólengés       | nincs adat | Ezüst      |
| Hermann Weingärtner | Gyűrű          | nincs adat | Ezüst      |
| Hermann Weingärtner | Ugrás          | nincs adat | Bronz      |
| Karl Neukirch | Nyújtó         | nincs adat | nincs adat |
| Karl Neukirch | Korlát         | nincs adat | nincs adat |
| Karl Neukirch | Lólengés       | nincs adat | nincs adat |
| Karl Neukirch | Ugrás          | nincs adat | nincs adat |
| Richard Röstel | Nyújtó         | nincs adat | nincs adat |
| Richard Röstel | Korlát         | nincs adat | nincs adat |
| Richard Röstel | Lólengés       | nincs adat | nincs adat |
| Richard Röstel | Ugrás          | nincs adat | nincs adat |
| Conrad Böcker Alfred Flatow Gustav Flatow Georg Hilmar Fritz Hofmann Friedrich Manteuffel Karl Neukirch Richard Röstel Gustav Schuft Carl Schuhmann Hermann Weingärtner | Nyújtó, csapat | nincs adat | Arany      |
| Conrad Böcker Alfred Flatow Gustav Flatow Georg Hilmar Fritz Hofmann Friedrich Manteuffel Karl Neukirch Richard Röstel Gustav Schuft Carl Schuhmann Hermann Weingärtner | Korlát, csapat | nincs adat | Arany      |

| Versenyző     | Versenyszám | Magasság | Idő        | Helyezés |
| ------------- | ----------- | -------- | ---------- | -------- |
| Fritz Hofmann | Kötélmászás | 12,5 m   | nincs adat | Bronz    |